# 로보트 카니발
로보트 카니발 또는 로봇 카니발(ロボットカーニバル, Robot Carnival)은 1987년에 개봉된 일본의 오리지널 비디오 애니메이션(OVA)이자 애니메이션 영화이다.
이 영화는 다양한 유명 감독들의 단편 9편으로 구성되어 있으며, 이들 중 다수는 연출 경험이 거의 또는 전혀 없이 애니메이터로 출발했다. 각 작품에는 코미디부터 드라마틱한 스토리라인에 이르기까지 독특한 애니메이션 스타일과 스토리가 있다. 음악은 히사이시 조, 후지타 이사쿠가 작곡했고, 편곡은 히사이시 조, 후지타 이사쿠, 타케이치 마사히사가 맡았다.

## 같이 보기
- 미궁 이야기
- 메모리즈 (1995년 영화)
- 지니어스 파티
- 쇼트피스